# Кадикамо, Энрике
Энрике Доминго Кади́камо (15 июля 1900, Лухан, провинция Буэнос-Айрес — 3 декабря 1999, Буэнос-Айрес) — аргентинский поэт-песенник, лирик, писатель, сценарист, один из видных композиторов аргентинского танго. историк танго. Почётный гражданин города Буэнос-Айрес (1987).

## Биография
Сын итальянских иммигрантов, которые отправились в Аргентину за лучшей жизнью в конце XIX-го века.
Начал писать стихи в раннем возрасте. С 1924 года создавал песни «танго криольо». Двадцать три из них были написаны для «короля танго» Карлоса Гарделя.
От первоначальных произведений в духе символизма, перешёл к разработанному им своеобразному жаргонному лунфардо.
Первым танго Кадикамо был «Pompas de jabón» («Мыльные пузыри») на музыку Роберто Гойнече. Песня была записана К. Гарделем в Испании 27 декабря 1925 года. Энрике Кадикамо также был автором последнего танго, записанного Гарделем в Аргентине в 1933 году.
Создал ряд песен совместно с композитором Хуаном Карлосом Кобианом. В конце 1920-х — начале 1930-х годов они написали много танго, которые сделали их популярными в Аргентине и далеко за пределами Южной Америки. Танго, исполненные Гарделем и другими певцами, покорили Париж и Нью-Йорк.
Кади́камо последовал за Гарделем в Париж, побывал и в других столицах Европы. Кроме песен танго, создал сценарии и музыку для нескольких фильмов, писал стихи, пьесы и прозу. Опубликовал три сборника лирической поэзии (Canciones grises (1926); La luna del bajo fondo (1940); Viento que lleva y trae (1945)), несколько биографических и исторических книг, в том числе, о истории танго в Париже.
Написал саундтреки к 10 кинофильмам, автор музыки в фильму «Паспорт в Рио» (Pasaporte a Río , 1948). Написал почти 3000 музыкальных произведений.
Умер в возрасте 99 лет от сердечной недостаточности. Похоронен на кладбище Ла-Чакарита.

## Избранные произведения
Проза
- Canciones Tristes
- La Luna del Bajo Fondo
- Viento que Lleva y Trae
- Historia del Tango en París
- El otro Juan Carlos Cobián
- Bajo el Signo del Tango

Пьесы
- Así nos Paga la Vida
- La Baba del Diablo
- El Romance de Dos Vagos
- El Cantor de Buenos Aires
- La Epopeya del Tango

Танго
- Los mareados
- Por la vuelta
- Nostalgias
- Pompas de Jabón
- Muñeca Brava
- Vieja Recova
- ¡Che, papusa… Oí!
- Madame Ivonne
- Nunca tuvo novio
- Notas de bandoneón
- «El canto de Buenos Aires»
- «La casita de mis viejos»

Киносценарии
- Gardel
- La historia del tango (1949)
- Noites Cariocas (1936)
- Galería de esperanzas (1934)